# موسيقى الدنمارك

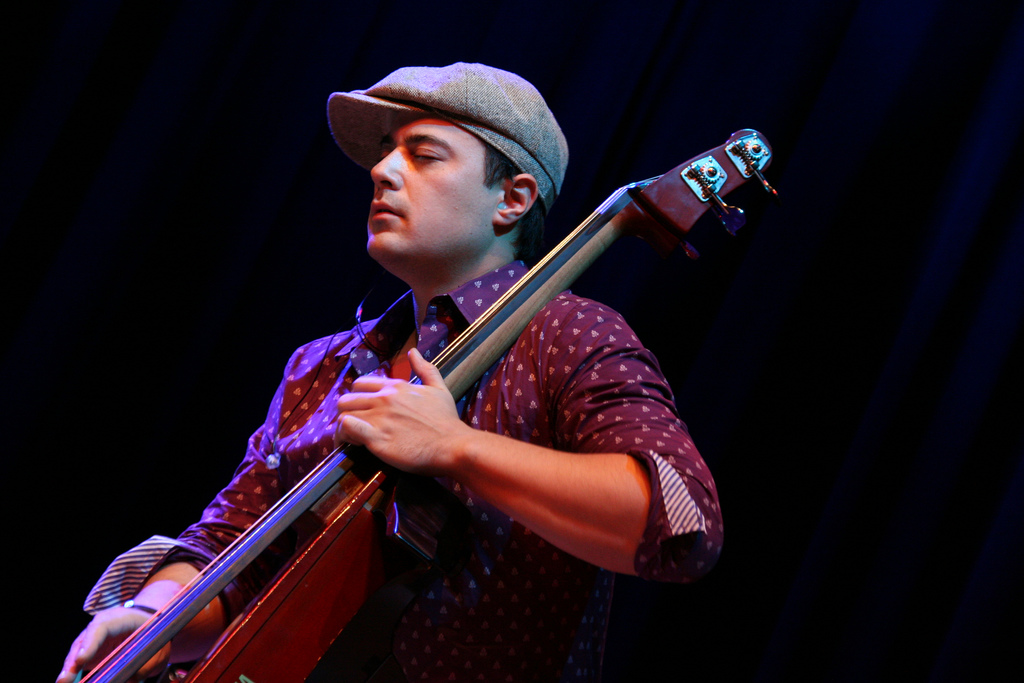
موسيقيّ الجاز الدنماركي كريس مين دوكي في حفل مباشر.

تعود أولى آثار الموسيقى الدنماركية إلى الزمامير أو الأبواق المفتولة العديدة من العصر البرونزي التي حددها بعض الخبراء على أنها أدوات موسيقية. اكتُشفت في أجزاء مختلفة من اسكندنافيا، أغلبها في الدنمارك، منذ نهاية القرن الثامن عشر. أشهر المؤلفين الموسيقيين الكلاسيكيين في الدنمارك هو كارل نيلسن، الذي اشتهر بشكل خاص بسبب سمفونياته الستة، في حين تختص شركة الباليه الدنماركي الملكي بأعمال مصمم الرقص الدنماركي أوغست بورنونفيل. تميز الدنماركيون كموسيقيي جاز، وقد اكتسب مهرجان كوبنهاغن للجاز سمعة عالمية. أنتج مسرح البوب والروك الحديث عدة أسماء مثل مو، ديزي ميز ليزي، ولوكاس غراهام، وفرقة داد، وتينا ديكو، وفرقة أكوا، والثنائي رافيونتس، وفرقة مايكل يتعلم الروك، وفرقة فولبيت، وفرقة ألفابيت، وديو سافري، ومدينا، وأو لاند، وفرقة كشمير، وفرقة كينغ دايموند، ومجموعة آوت لانديش، وفرقة ميو. لارس ألريك هو أول موسيقي دنماركي يدخل الصالة الفخرية للروك أند رول.

## الأصول
تعود أولى آثار الموسيقى الدنماركية إلى الزمامير أو الأبواق المفتولة العديدة من العصر البرونزي التي حددها بعض الخبراء على أنها أدوات موسيقية. اكتُشفت في أجزاء مختلفة من اسكندنافيا، أغلبها في الدنمارك، منذ نهاية القرن الثامن عشر.
يشير المؤرخ ساكسو غراماتيكوس في كتابه غيستا دانوروم (حوالي عام 1200)، إلى سيطرة الموسيقى على الملك إيريك ذي القلب الطيب. في القرن الثالث عشر وبداية القرن الرابع عشر، غنى شعراء الحب من نهاية العصور الوسطى تانهوزر وفراونلوب في الساحات الدنماركية. يحتوي كتاب رانيكوس (نحو 1300) على قصيدة مكتوبة بأحرف رونية بتدوين موسيقي غير إيقاعي. جاء في السطر الأول منها Drømdæ mik æn drøm i nat (حلمت حلمًا ليلة البارحة). يوجد أيضًا دليل على أن الرهبان الإنجليز قدموا إلى الدنمارك للغناء في احتفال لإحياء ذكرى القديس كنوت العظيم، الذي توفي في عام 1806. في عام 1145، استقبلت كاتدرائية لوند تماثيل أول جوقة في الدول الاسكندنافية، وبحلول عام 1330، أصبحت من أكبر الكنائس التي رُكب فيها أرغن.

## التأثيرات التاريخية
كان للملك بالتأكيد التأثير الأكبر على تطور الموسيقى في الدنمارك. انضم كريستيان الأول، في وقت تتويجه عام 1448، إلى فرقة مستمرة من عازفي الأبواق، وبحلول عام 1519 أصبح للبلاط فرقة من مغني البلاط وفرقة موسيقية أيضًا. كانت مجموعات الأعمال التي استخدمتها الكنيسة الملكية في عهد كريستيان الثالث في منتصف القرن السادس عشر تعتمد على أساتذة هولنديين، وإيطاليين، وفرنسيين وألمانيين. أنفق كريستيان الرابع مبالغ كبيرة من المال على تدريب الموسيقيين المحليين وإحضار أساتذة أجانب إلى الدنمارك. موغنز بيديرسون، أحد موسيقييه الدنماركيين الذين درسوا في البندقية تحت إشراف جيوفاني غابرييلي، أصبح واحدًا من أهم المؤلفين الموسيقيين لموسيقى الكنيسة. كان عمله الرئيسي براتوم سبيريتوالي (مرج روحي) مجموعة مؤلفة من 21 ترتيلة دنماركية في تجميعة من خمسة أجزاء، وقداس من خمسة أجزاء، وثلاث موتيت(تراتيل) لاتينية، وعدد من الردود الجماعية اللاتينية والدنماركية. صدرت في كوبنهاغن عام 1620 وماتزال تؤدى حتى يومنا هذا.
استقرت موسيقى المسرح في الدنمارك تحت تأثير لويس الرابع عشر ملك فرنسا، وذلك خلال عهد فريدريك الثالث وكريستيان الخامس عندما أُديت رقصات باليه البلاط الباذخة. سرعان ما أدى ذلك إلى عرض أوبرا وأداء معزوفة دير فيرأينجت غوترشترايت التي ألفها بوفل كريستيان شيندلر في عيد ميلاد كريستيان عام 1689. على الرغم من أنها حققت نجاحًا كبيرًا، لم يكن هناك اهتمام كبير بالأوبرا بعد وقوع حريق في المسرح بعد ذلك بعدة أيام مسببًا وفاة 180 شخص.
في عام 1569، بعد فترة وجيزة من الإصلاح البروتستانتي، صدر أول كتاب تراتيل دنماركي، بعنوان ثومسن سالميبوغ (مزمور تومسن)، مع موسيقى للتراتيل الفردية.
كان ديتيريتخ بوكستيهود (عاش بين حوالي 1637-1707) مؤلفًا موسيقيًا وعازف أرغن دنماركي، ويعتبر من المؤلفين رفيعي المستوى في عصر الباروكية. شكلت أعماله على آلة الأرغن جزءًا مركزيًا من مؤلفات الأرغن القياسية ويتم تأديتها بشكل متكرر في المعاهد والخدمات الكنسية. لكن أكثر ما اشتُهر به هو مؤلفاته الصوتية.

## الموسيقى الكلاسيكية

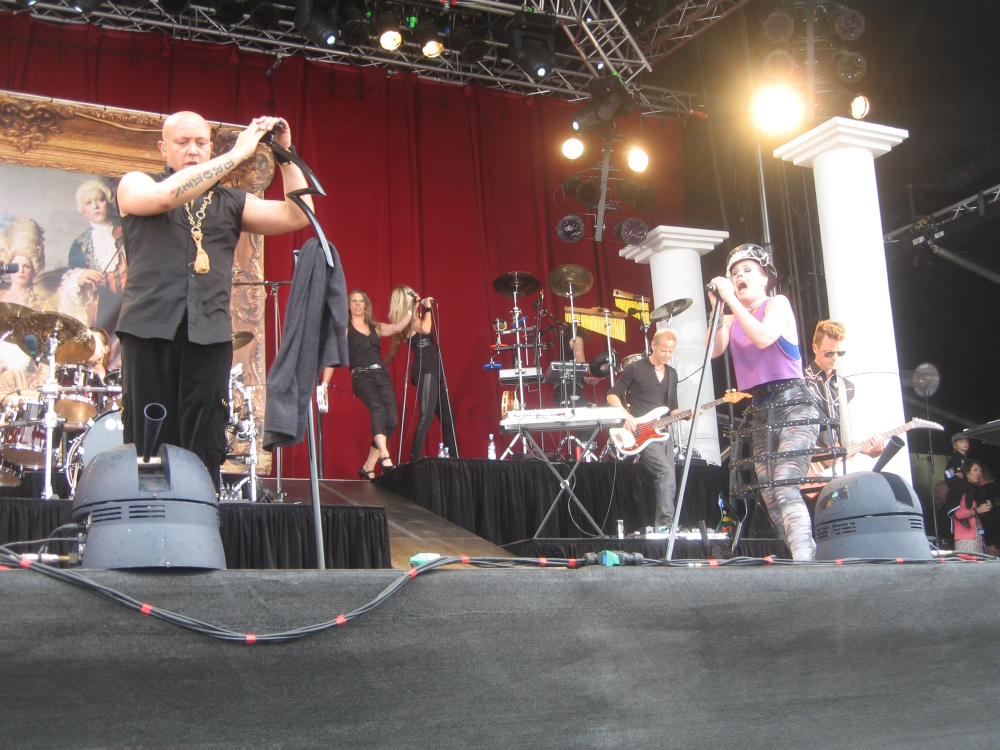
أداء أكوا على الهواء مباشرة في عام 2009.

### الأوبرا، والأغنية والحفلات الموسيقية
افتتح فريدريك الرابع دار أوبرا في كوبنهاغن عام 1703، وقدم الإيطالي بارتولوميو برناردي فيها أول عرض أوبرا. قدم راينهارد كيسر، وهو مؤلف موسيقى الأوبرا ذي الإنتاجات الغزيرة من هامبورغ، أعماله في كوبنهاغن بين عامي 1721 و1723. في عام 1748، انتقل دين دانسكي سكويبلادس (المسرح الدنماركي) إلى بناء جديد وفي عام 1779، أصبحت ديت كونغيليغ كابل (الأوركسترا الملكية الدنماركية) ملحقًا دائمًا به.
دعت الملكة لويزا في عام 1747 بيترو مينغوتي من البندقية، الذي كان قد أسس شركة أوبرا، إلى كوبنهاغن. كان من بين أعضائها كريستوف فيليبالد غلوك وغيسيب سارتي. في عام 1756، قدم سارتي الموسيقى لأول سينسبيل (لعبة غناء)، والتي أصبحت في أوائل تسعينيات القرن الثامن عشر راسخة كنوع وطني شعبي مرتبط بالهوستغيلديت (مهرجان الحصاد) وبيترز بريلاب (زفاف بيتر). ألف كليهما يوهان أبراهام بيتر شولز. يشتهر يوهان هارتمان بتلحينه معزوفتي الأوبرا على النصوص ليوهانس إيفال، حيث ساعد في تشكيل نمط موسيقي وطني. أولهما، بليدر دود، حيث يعتمد على الأساطير الاسكندنافية القديمة ويستخدم ألوانًا داكنة عند تصوير الآلهة والفلكيات القديمة. والثانية، فيسكرين، يصف حياة صيادي السمك المعاصرة، ويستخدم ألحانًا مستوحاة من النمط الشعبي الاسكندنافي.
اشتهر كريستوف إيرنست فريدريك ويس، من ألتونا، الذي كان أحد طلاب شولز، بشكل أساسي بتراتيله وأغانيه، وترانيمه الدنماركية، التي ما تزال معروفة حتى يومنا هذا. لكنه ألف أيضًا موسيقى دينية ومقطوعات بيانو وسمفونيات.
ألف فريدريك كوهلاف إلفيرهوغ (تلة إلفيس) (1828)، التي تتضمن موسيقى لأنشودة Kong Kristian stod ved højen mast (وقف الملك كريستيان بجانب السارية الشامخة) وهي أنشودة وطنية دنماركية. تعتبر إلفيرهوج أول مسرحية وطنية دنماركية وتمت تأديتها في الدنمارك أكثر من أي مسرحية أخرى. كان كاهلاف عازف بيانو أيضًا أدخل موسيقى بيانو بيتهوفن إلى الدنمارك.
اكتسب كل من شولز وكونزن أهميتهما نتيجةً لنفوذهما كقائدي أوركسترا في المسرح الملكي. عرّفا الجمهور الدنماركي على أفضل الموسيقى الأوروبية. ساهم كل من ويس وكوهلاف ليس فقط بالموسيقى الأوركسترالية وموسيقى الصالون، إنما أيضًا بالذخيرة الفنية الشعبية، ويس من خلال الأغاني الدينية والعلمانية وكوهلاف من خلال موسيقى الصالون الملائمة للموسيقيين الهواة.
إيميل ريسن (1887-1964)، هو مؤلفي موسيقي وقائد أوركسترا ناجح آخر في منتصف الفرن العشرين، ويشتهر بنجاحه الكبير في أوبريت فارينلي (1942)، التي ما تزال مشهورة حتى يومنا هذا.
استمرت الأوبرا بالظهور بشكل بارز في الساحة الموسيقية الدنماركية، ويرجع الفضل في ذلك جزئيًا إلى دار أوبرا كوبنهاغن، التي افتُتحت في عام 2000. على الرغم من أن غالبية العروض غطت أعمال المؤلفين الأوروبيين المعروفين جيدًا، فإن الأوبرات الدنماركية تؤدى من حين إلى آخر. في عام 2010، ومع مشاركة المدير الفني الطموح الشاب كاسبر بيش هولتن، كان هناك أداءات لعمل بول رودر الجديد محاكمة كافكا، بينما في السنوات الأخيرة كانت أعمال كل من جون فراندسن وبينت سورينسن جزءًا من ذخيرة الأعمال الفنية أيضًا.